# SPRY4
SPRY4 (англ. Sprouty RTK signaling antagonist 4) – білок, який кодується однойменним геном, розташованим у людей на короткому плечі 5-ї хромосоми. Довжина поліпептидного ланцюга білка становить 299 амінокислот, а молекулярна маса — 32 541.
| 10         |  | 20         |  | 30         |  | 40         |  | 50         |
| ---------- |  | ---------- |  | ---------- |  | ---------- |  | ---------- |
| MEPPIPQSAP |  | LTPNSVMVQP |  | LLDSRMSHSR |  | LQHPLTILPI |  | DQVKTSHVEN |
| DYIDNPSLAL |  | TTGPKRTRGG |  | APELAPTPAR |  | CDQDVTHHWI |  | SFSGRPSSVS |
| SSSSTSSDQR |  | LLDHMAPPPV |  | ADQASPRAVR |  | IQPKVVHCQP |  | LDLKGPAVPP |
| ELDKHFLLCE |  | ACGKCKCKEC |  | ASPRTLPSCW |  | VCNQECLCSA |  | QTLVNYGTCM |
| CLVQGIFYHC |  | TNEDDEGSCA |  | DHPCSCSRSN |  | CCARWSFMGA |  | LSVVLPCLLC |
| YLPATGCVKL |  | AQRGYDRLRR |  | PGCRCKHTNS |  | VICKAASGDA |  | KTSRPDKPF  |

A: Аланін

C: Цистеїн

D: Аспарагінова кислота

E: Глутамінова кислота

F: Фенілаланін

G: Гліцин

H: Гістидин

I: Ізолейцин

K: Лізин

L: Лейцин

M: Метіонін

N: Аспарагін

P: Пролін

Q: Глутамін

R: Аргінін

S: Серин

T: Треонін

V: Валін

W: Триптофан

Кодований геном білок за функціями належить до білків розвитку, фосфопротеїнів. 
Задіяний у таких біологічних процесах, як ацетилювання, альтернативний сплайсинг. 
Локалізований у клітинній мембрані, цитоплазмі, мембрані, клітинних відростках.